# Courfaivre
Courfaivre es una localidad y antigua comuna suiza del cantón de Jura, localizada en el distrito de Delémont. Desde el 1 de enero de 2013 hace parte de la comuna de Haute-Sorne.

## Historia
La primera mención escrita de Courfaivre data de 1147 bajo el nombre de Curfavro. La comuna mantuvo su autonomía hasta el 31 de diciembre de 2012. El 1 de enero de 2013 pasó a ser una localidad de la comuna de Haute-Sorne, tras la fusión de las antiguas comunas de Bassecourt, Courfaivre, Glovelier, Soulce y Undervelier.

## Geografía
La antigua comuna limitaba al norte con la comuna de Develier, al este con Courtételle, al sur con Soulce y Undervelier, y al oeste con Bassecourt.

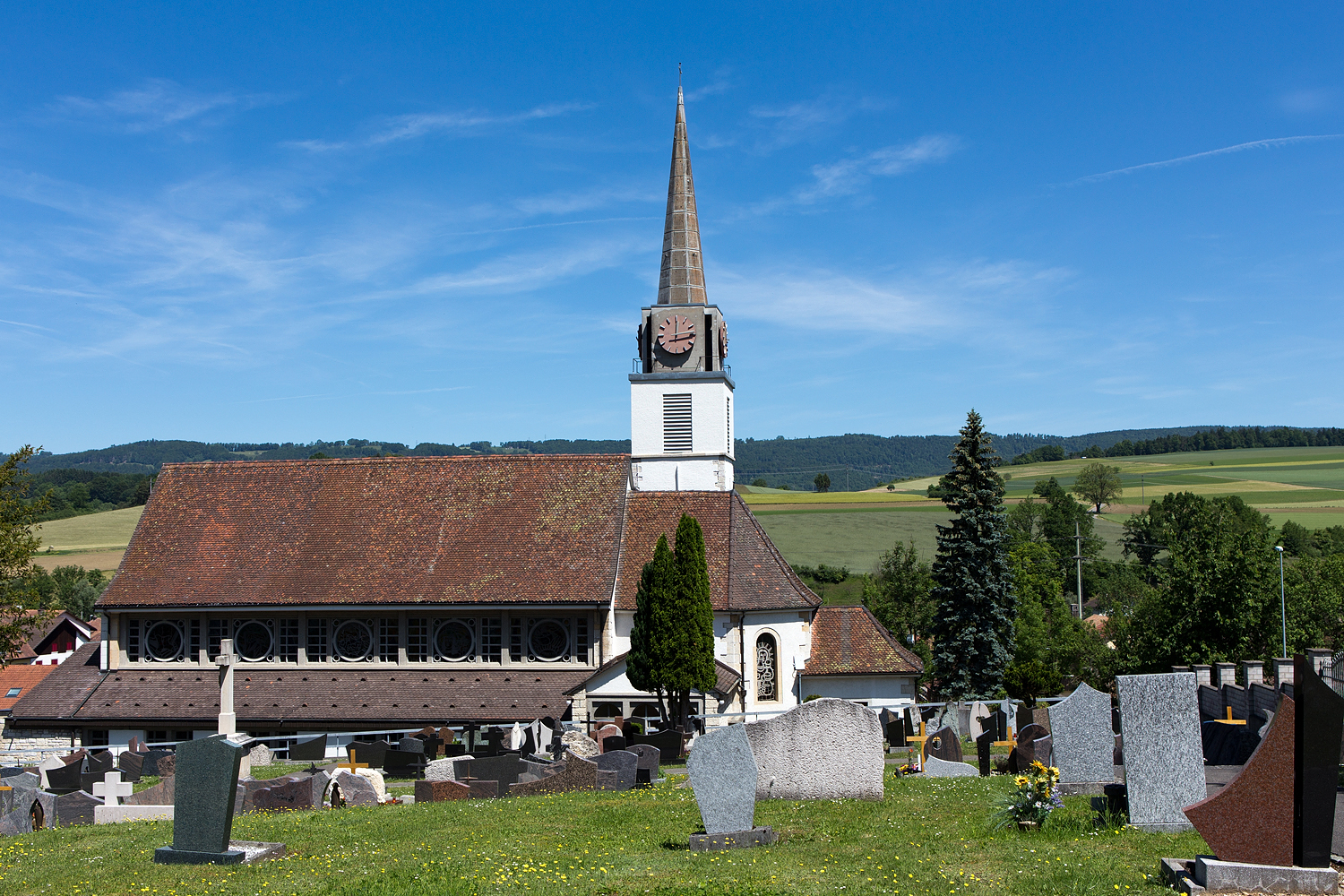
Iglesia de Courfaivre.